# کوزانی
شهر کوزانی در استان مقدونیه غربی در کشور یونان واقع شده است که دارای جمعیت ۳۷٬۱۳۳  نفر می‌باشد.